# Зверкі
Зверкі (пол. Zwierki) — село в Польщі, у гміні Заблудів Білостоцького повіту Підляського воєводства.
Населення — 234 особи (2011).
У 1975-1998 роках село належало до Білостоцького воєводства.

## Демографія
Демографічна структура станом на 31 березня 2011 року:
|          | Загалом | Допрацездатний вік | Працездатний вік | Постпрацездатний вік |
| -------- | ------- | ------------------ | ---------------- | -------------------- |
| Чоловіки | 123     | 24                 | 89               | 10                   |
| Жінки    | 111     | 20                 | 72               | 19                   |
| Разом    | 234     | 44                 | 161              | 29                   |